# Скіатлон
Скіатлон (англ. Skiathlon) — масова лижна гонка, з елементами переслідування, розділена на дві частини — класичним стилем і ковзанярським.
Довжина дистанції буває чотирьох видів, по 5+5, 7,5+7,5, 10+10 і 15+15 кілометрів.
Скіатлон ділиться на чоловічий і жіночий забіги. Правила для всіх залишаються однаковими, за винятком того, що жіночі забіги проходять на коротші відстані. Перемагає той гравець, який краще володіє обома стилями.

## Олімпійський вид

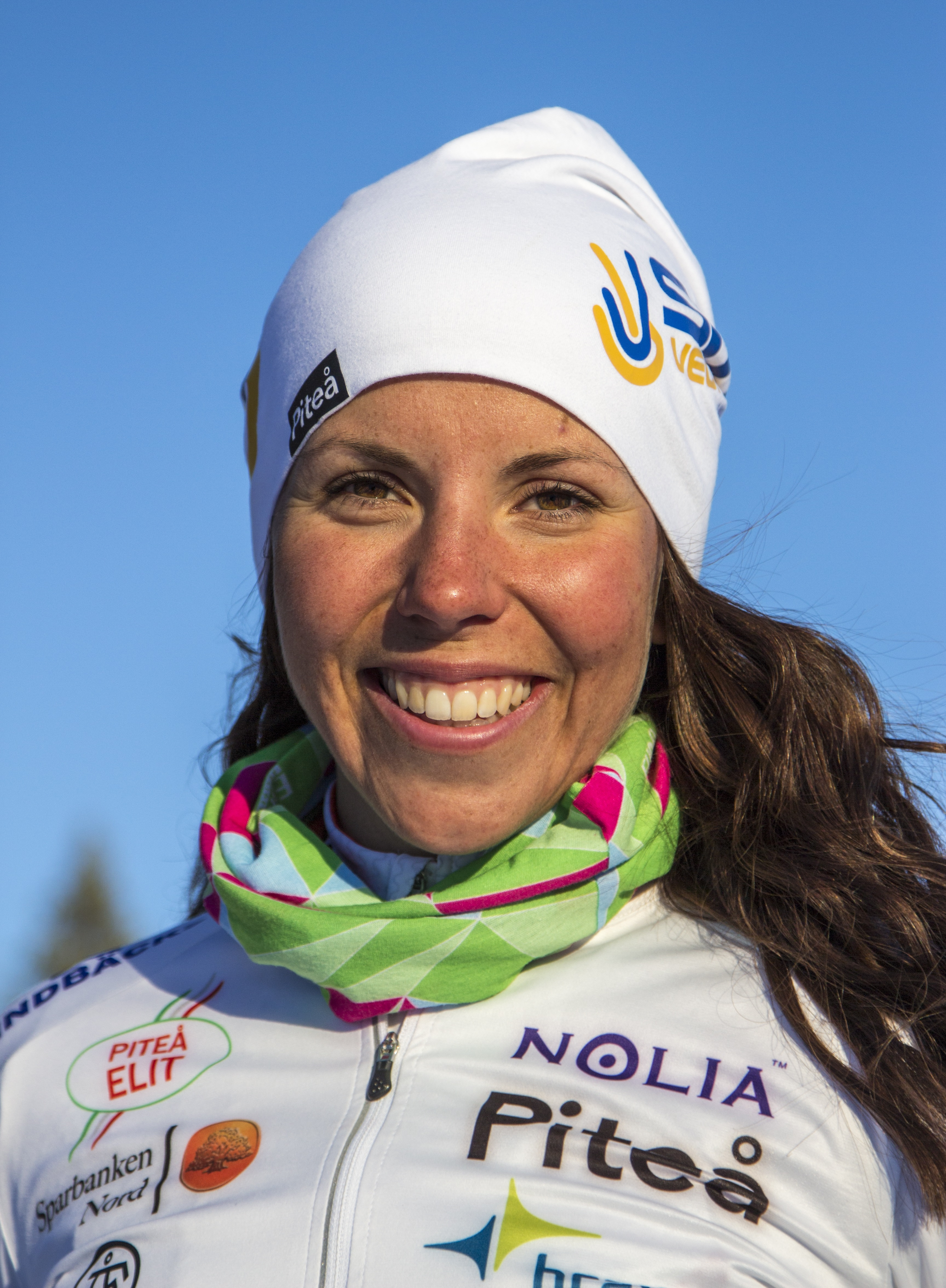
Шарлота Калла — золота медалістка в скіатлоні на Олімпіаді 2018.

Олімпійський вид спорту з 2010 року.
Олімпійські змагання зараз мають довжину 15 + 15 км для чоловіків і 7,5 + 7,5 км для жінок.

## Змагання
| Рік  | Змагання                                               | Медалі               | Чоловіки                                                         | Жінки                                                     |
| ---- | ------------------------------------------------------ | -------------------- | ---------------------------------------------------------------- | --------------------------------------------------------- |
| 2010 | Зимова Олімпіада (Ванкувер)                            | Золото Срібло Бронза | Marcus Hellner Tobias Angerer Johan Olsson                       | Marit Bjørgen Anna Haag Justyna Kowalczyk                 |
| 2011 | Чемпіонат світу з лижних видів спорту (Осло)           | Золото Срібло Бронза | Petter Northug Максим Вилегжанін Ілля Черноусов                  | Marit Bjørgen Justyna Kowalczyk Therese Johaug            |
| 2013 | Чемпіонат світу з лижних видів спорту (Валь-ді-Ф'ємме) | Золото Срібло Бронза | Dario Cologna Martin Johnsrud Sundby Sjur Røthe                  | Marit Bjørgen Therese Johaug Heidi Weng                   |
| 2014 | Зимова Олімпіада (Сочі)                                | Золото Срібло Бронза | Dario Cologna Marcus Hellner Martin Johnsrud Sundby              | Marit Bjørgen Charlotte Kalla Heidi Weng                  |
| 2015 | Чемпіонат світу з лижних видів спорту (Фалун)          | Золото Срібло Бронза | Максим Вилегжанін Dario Cologna Alex Harvey                      | Therese Johaug Astrid Uhrenholdt Jacobsen Charlotte Kalla |
| 2017 | Чемпіонат світу з лижних видів спорту (Лахті)          | Золото Срібло Бронза | Сергій Устюгов Martin Johnsrud Sundby Finn Hågen Krogh           | Marit Bjørgen Krista Pärmäkoski Charlotte Kalla           |
| 2018 | Зимова Олімпіада (Пхьончхан)                           | Золото Срібло Бронза | Simen Hegstad Krüger Martin Johnsrud Sundby Hans Christer Holund | Charlotte Kalla Marit Bjørgen Krista Pärmäkoski           |